# Tennis ai XVIII Giochi panamericani
Il tennis ai XVIII Giochi panamericani si è svolto al Club Lawn Tennis de La Exposición di Lima in Perù, dal 29 luglio al 4 agosto 2019. Cinque sono gli eventi che si sono disputati: i singolari maschile e femminile, i doppi maschile e femminile e il doppio misto.

## Risultati
| Evento                         | Oro                                         | Argento                                           | Bronzo                                  |
| Singolare maschile (dettagli)  | João Menezes                                | Marcelo Tomás Barrios Vera                        | Guido Andreozzi                         |
| Doppio maschile (dettagli)     | Ecuador Gonzalo Escobar Roberto Quiroz      | Argentina Guido Andreozzi Facundo Bagnis          | Perù Sergio Galdós Juan Pablo Varillas  |
| Singolare femminile (dettagli) | Nadia Podoroska                             | Caroline Dolehide                                 | Verónica Cepede Royg                    |
| Doppio femminile (dettagli)    | Stati Uniti Usue Arconada Caroline Dolehide | Paraguay Verónica Cepede Royg Montserrat González | Brasile María Irigoyen Paula Ormaechea  |
| Doppio misto (dettagli)        | Cile Alexa Guarachi Nicolás Jarry           | Bolivia Noelia Zeballos Federico Zeballos         | Perù Anastasia Iamachkine Sergio Galdós |

## Medagliere
| Posizione | Nazione     | Oro | Argento | Bronzo | Totale |
| --------- | ----------- | --- | ------- | ------ | ------ |
| 1         | Argentina   | 1   | 1       | 1      | 3      |
| 2         | Cile        | 1   | 1       | 0      | 2      |
| 2         | Stati Uniti | 1   | 1       | 0      | 1      |
| 4         | Brasile     | 1   | 0       | 1      | 2      |
| 5         | Ecuador     | 1   | 0       | 0      | 1      |
| 6         | Paraguay    | 0   | 1       | 1      | 2      |
| 7         | Bolivia     | 0   | 1       | 0      | 1      |
| 8         | Perù        | 0   | 0       | 2      | 2      |
| Totale    | Totale      | 5   | 5       | 5      | 15     |